# Емпіричне навчання за Колбом
Метод емпіричного навчання Колба (ELT) — це спосіб навчання, розроблений Девідом А. Колбом, який опублікував свою модель у 1984 році. Він надихнувся роботою Курта Левіна, берлінського гештальт-психолога. ELT — це метод, при якому вимоги до роботи людини відповідають її навичкам і можуть бути об'єктивно оцінені. Метод емпіричного навчання Колба застосовується на двох рівнях: чотириступеневий цикл навчання та чотири окремі стилі навчання. Метод Колба має цілісну перспективу, яка включає досвід, сприйняття, пізнання та поведінку.

## Цикл емпіричного навчання
Цикл навчання включає чотири етапи, а саме: конкретне вивчення, рефлексивне спостереження, абстрактна концептуалізація та активне застосування. Ефективне навчання відбувається, коли учень проходить усі чотири етапи циклу. Учень також може приєднатись до циклу на будь-якій стадії циклу з логічною послідовністю.
Перший етап — конкретне вивчення, коли учень стикається з новим досвідом або переосмислює наявний досвід. На наступному етапі, у процесі рефлексивного спостереження, учень розмірковує про досвід на особистій основі. Після цього настає абстрактна концептуалізація, коли учень формує нові ідеї або змінює існуючі абстрактні ідеї на основі думок, що виникають на етапі рефлексивного спостереження. Нарешті, етап активного застосування, коли учень застосовує нові ідеї до свого оточення, щоб побачити зміни в наступній появі досвіду. Цей другий досвід стає конкретною базою для початку наступного циклу, від першого етапу. Цей процес може відбутися за короткий або тривалий час.

## Стилі навчання за Колбом
Стиль навчання за Колбом вивчається у двох вимірах: як людина сприймає та обробляє інформацію. Сприйнята інформація класифікується як конкретний досвід або абстрактна концепція, а обробка інформації — як активне застосування або рефлексивне спостереження.
Дивергенція: Учні такого стилю навчання дивляться на речі в іншому ракурсі. Вони вибирають спостерігати за заняттям, мають розвинену уяву, є емоційними, сильними в мистецтві, надають перевагу груповій роботі, відкрито налаштовані до зворотного зв'язку і цікавляться різними культурами й людьми. Стиль навчання полягає в отриманні конкретного досвіду та рефлексивному спостереженні.
Асиміляція: люди такого стилю навчання надають перевагу добре зрозумілій інформації, можуть логічно форматувати отриману інформацію та досліджувати аналітичні моделі . Їх більше цікавлять концепції й абстракції, ніж люди. Характеристика стилю навчання — абстрактна концептуалізація та рефлексивне спостереження.
Конвергенція: такий тип учнів вирішує проблеми. Вони застосовують свої знання до практичних питань. Також вони надають перевагу завданням технічого характеру і експериментують з новими ідеями. Вони, як правило, неемоційні . Характеристика навчання — абстрактна концептуалізація та активне застосування.
Проживання: Особи з таким стилем навчання воліють відразу робити речі на практиці. Їх приваблюють нові виклики, вони інтуїтивно вирішують проблеми. Характеристики навчання — це отримання конкретного досвіду та активне його застосування.

## Застосування у навчанні
Наслідки застосування експериментальної теорії навчання полягають у тому, що ELT:
- допомагає вчителям узгоджувати можливості навчання з освітніми цілями учнів;
- допомагає вчителям розробити навчальні вправи відповідно до стилів навчання кожного учня;
- фокусується на завданнях, які дозволяють учням пройти кожен з чотирьох етапів циклу емпіричного навчання.[3]